# Edda Hill
Der Edda Hill ist ein 302 m hoher und markanter Hügel auf Südgeorgien im Südatlantik. Er ragt westlich der Horseshoe Bay und nordöstlich des Lake Aviemore auf der Barff-Halbinsel auf.
Das UK Antarctic Place-Names Committee benannte ihn 2014 nach dem Walfänger Edda, das als eines der ersten Schiffe von der Bucht Godthul aus operiert hatte.